# Р-2
Р-2 (Індекс ГРАУ — 8Ж38, Кодова назва НАТО — SS-2 «Sibling»)  — друга радянська балістична ракета, створена у ОКБ-1 під керівництвом головного конструктора Сергія Павловича Корольова на основі більш ранньої Р-1, що була дещо вдосконаленою версією німецької ракети A4 (Фау-2).
Виробник — дніпропетровський завод № 586.
Перебувала на озброєнні з 1951-го по 1960-й р.р.
Порівняно з Р-1 ракета Р-2 мала полегшену конструкцію, зокрема, за рахунок застосування несучого паливного бака, та підвищену майже у півтора рази (завдяки збільшенню тиску палива) тягу двигуна. Ці заходи дозволили дещо збільшити масу бойової частини і вдвічі (з 270 до 600 км) підвищити дальність.
Однак найважливішим удосконаленням стала відмова від моноблочної конструкції і застосування відокремлюваної головної частини (боєголовки), що відділялась від ракети перед входженням у щільні шари атмосфери.
На базі Р-2 було створено геофізичну модифікацію Р-2А.
Для ракети була створена мобільна пускова установка на основі трофейних німецьких установок Meillerwagen.